# ساگیناو، تاون‌شیپ ساوت، میشیگان
ساگیناو (به انگلیسی: Saginaw Township South) یک منطقهٔ مسکونی در ایالات متحده آمریکا است که در شهرستان سگینا، میشیگان واقع شده‌است. ساگیناو ۱۸٫۲ کیلومتر مربع مساحت و ۱۳٬۸۰۱ نفر جمعیت دارد.